# Wondertown

Wondertown est une série de bande dessinée publiée aux écrite par Fabien Vehlmann et dessinée par Benoit Feroumont. Publiée dans l'hebdomadaire jeunesse Spirou entre 2000 et 2006, elle a fait l'objet de deux albums chez Dupuis en 2005 et 2006.
Wondertown est une grande ville inspirée par le Chicago de l'entre-deux-guerres où cohabitent gangsters et monstres. Malgré ces difficultés, le jeune Pat et les enfants qui l'accompagnent parviennent à tirer leur épingle du jeu.

## Réception
Pour Benoît Cassel du site Planète BD, les scénarios de Vehlmann hésitent trop entre différentes ambiances, ce qui rend la finalité de l'œuvre difficilement perceptible, malgré un dessin qui saurait plaire aux jeunes lecteurs,.

## Publications

### Périodiques
- Wondertown, dans Spirou[5] :

1. Wondertown, no 3227, 2000.
2. Wondertown, no 3254, 2000.
3. Wondertown, no 3260, 2000.
4. Le Cabaret du lutin, no 3449, 2004.
5. Mauvais Temps sur Wondertown, no 3490, 2005.
6. Méfiez–vous des blondinettes, no 3537-8, 2006.
7. Du rififi dans les égouts, no 3542-3, 2006.
8. Plunk, no 3552-3, 2006.
9. Des papotis sur l’escalier, no 3558, 2006.

### Albums
- Wondertown, Dupuis :

1. Bienvenue à Wondertown, 2005  (ISBN 2-8001-3691-X).
2. Guili-guili à Wondertown, 2006  (ISBN 2-8001-3779-7).